# Ryan S-C
El Ryan S-C (Sports-Coupe o Sport Cabin) fue un monoplano de cabina triplaza estadounidense, diseñado y construido por Ryan; como mínimo, uno fue requisado y puesto en servicio con las Fuerzas Aéreas del Ejército de los Estados Unidos, como L-10.

## Desarrollo
El Ryan S-C era un monoplano de ala baja cantilever con tren de aterrizaje convencional fijo, diseñado para ser una versión lujosa del entrenador Ryan S-T. El prototipo voló por primera vez en 1937, y tenía un motor en línea Menasco de 112 kW (150 hp) montado en el morro. Los aviones de producción estaban equipados con un motor radial Warner Super Scarab de 108 kW (145 hp). Con la implicación de la compañía en la producción de entrenadores para los militares estadounidenses, el S-C no se comercializó seriamente, y solo se construyeron 11 S-C completos (del número de serie 202 al 212), todos entregados en 1938; más tarde se ensamblaron dos más a partir de piezas (número de serie 213 en 1941 y el 214 en 1959). Como mínimo, un ejemplar (probablemente hasta cinco, números de serie 202, 203, 207, 211 y 212) fue requisado y puesto en servicio con la Patrulla Aérea Civil, auxiliar de las Fuerzas Aéreas del Ejército de los Estados Unidos (USAAF) en tareas de guerra y patrulla antisubmarinas en la costa este de los Estados Unidos, y fue designado L-10. Al comienzo del siglo XXI, todavía hay cuatro ejemplares en estado de vuelo en los Estados Unidos.

## Variantes

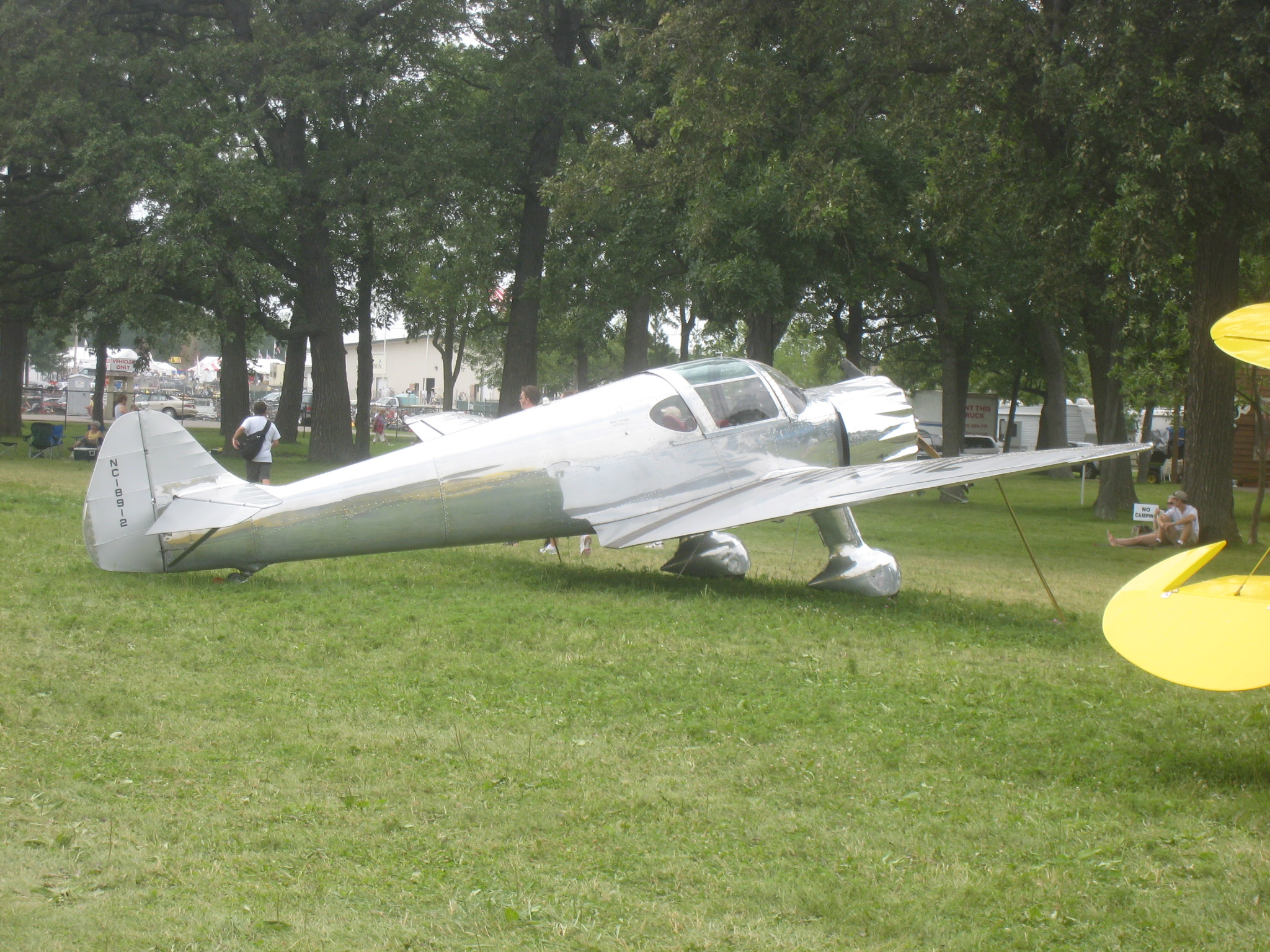
Ryan S-C-W-145.

S-C
Prototipo propulsado por un motor en línea Menasco C4S de 112 kW (150 hp), uno construido, más tarde convertido a S-C-W.
S-C-W
Avión de producción propulsado por un motor radial Warner Super Scarab de 108 kW (145 hp), 12 construidos.
L-10
Designación de las USAAF dada a un S-C-W requisado y puesto en servicio en 1942; fue retirado en noviembre de 1944.
Modificaciones tardías
Existen dos S-C-W con motor bóxer Continental de seis cilindros. Uno fue modificado desde un S-C-W con motor radial, y el otro fue construido con el motor de seis cilindros después de la Segunda Guerra Mundial a partir de piezas de repuesto de la producción original de preguerra.

## Operadores
Estados Unidos
- Fuerzas Aéreas del Ejército de los Estados Unidos

## Especificaciones (S-C-W)

### Características generales
- Tripulación: Uno (piloto)
- Capacidad: Dos pasajeros
- Longitud: 7,7 m (25,4 ft)
- Envergadura: 11,4 m (37,5 ft)
- Altura: 2,1 m (6,8 ft)
- Superficie alar: 18,8 m² (202 ft²)
- Peso vacío: 610 kg (1344,4 lb)
- Peso cargado: 975 kg (2148,9 lb)
- Planta motriz: 1× motor radial de siete cilindros refrigerado por aire Warner Super Scarab.
  - Potencia: 108 kW (149 HP; 147 CV)

### Rendimiento
- Velocidad máxima operativa (Vno): 241 km/h (150 MPH; 130 kt)
- Velocidad crucero (Vc): 217 km/h (135 MPH; 117 kt)
- Velocidad de entrada en pérdida (Vs): 72 km/h (45 MPH; 39 kt)
- Alcance: 845 km (456 nmi; 525 mi)
- Techo de vuelo: 5200 m (17 060 ft)
- Régimen de ascenso: 4,6 m/s (906 ft/min)

## Aeronaves relacionadas

### Secuencias de designación
- Secuencia L-_ (Aviones de Enlace de las USAAF/USAF, 1942-1962): ← L-7 - L-8 - L-9 - L-10 - L-11 - L-12 - L-13 →